# زین
زین ابزاری است که بر روی پشت چهارپایان نهاده می‌شود تا نشستن انسان بر روی چهارپا را آسان‌تر کند. زین‌ها معمولاً از جنس چرم ساخته می‌شوند.
تسمه‌ای که از دو سر زین به زیر سینه چهارپا وصل است تنگ نام دارد. به مجموعه زین و تنگ و سینه‌بند و مارتنگال و رکاب به اضافه افسار و کلگی و غیره، «زین و برگ» گفته می‌شود.
به محل نگهداری زین، زین‌خانه و به مسئول نگهداری زین‌ها زیندار گفته می‌شود. زیندار را در دورهٔ قاجار زیندارباشی هم می‌گفتند.* خود واژه زین در پارسی میانه به معنای سلاح به‌طور کلی بوده‌است و زینستان به معنای قورخانه.*
به نشستن طولانی بر روی زین که باعث زخم شدن بشود «زین‌زدگی» می‌گویند.

## بخش‌های زین
- قاچ عقب (کوهه)
- قاچ جلو (پیش‌کوهه، قربوس)

بخش‌های زین.

- دامن (بغل‌های زین که ران سوارکار روی آن قرار می‌گیرد).
- بخش‌های آستری (سرژ)